# 紅雀珊瑚
紅雀珊瑚（学名：Pedilanthus tithymaloides），又稱銀龍、大銀龍、花銀龍、紅雀珊珊、龍鳳、龍鳳木，为大戟科红雀珊瑚属下的一个种。

## 毒性
虽然紅雀珊瑚适合种植于花园，然而其根与枝都带有毒素。

## 扩展阅读
- 維基物種上的相關：紅雀珊瑚